# Rush de la Saskatchewan
Le Rush de la Saskatchewan (en anglais : Saskatchewan Rush) est une franchise canadienne de crosse en salle évoluant dans la Division Ouest de la National Lacrosse League (NLL) depuis 2015. Basés à Saskatoon, en Saskatchewan, le Rush joue au SaskTel Centre, enceinte de 15 100 places inaugurée en 1988.

## Histoire

Smash de Syracuse 1997-2000
Rebel d'Ottawa 2000-2003
Rush d'Edmonton 2005-2015
Rush de la Saskatchewan 2015-2023
Rush de la Saskatchewan depuis 2023

Le Smash de Syracuse (en anglais : Syracuse Smash) était établie à Syracuse (New York), entre 1998 et 2000. En 2001, la franchise a été déplacée à Ottawa, pour devenir le Rebel d'Ottawa. Le 5 mai 2005, la NLL annonce la création de la franchise à Edmonton. L'équipe est la propriété de Bruce Urban qui a acheté les droits du Rebel d'Ottawa, équipe inactive depuis 2003.
En juillet 2015, le Rush d'Edmonton part s'installer à Saskatoon et devient le Rush de la Saskatchewan.

## Saison par saison

### Smash de Syracuse
| Saison | Division  | V-D  | Class. | Domicile | Extérieur | GF  | GA  | Séries éliminatoires |
| ------ | --------- | ---- | ------ | -------- | --------- | --- | --- | -------------------- |
| 1998   |           | 2-10 | 7e     | 2-4      | 0-6       | 163 | 219 | --                   |
| 1999   |           | 3-9  | 7e     | 3-3      | 0-6       | 161 | 198 | --                   |
| 2000   |           | 1-11 | 8e     | 1-5      | 0-6       | 135 | 207 | --                   |
| Total  | 3 saisons | 6-30 |        | 6-12     | 0-18      | 459 | 624 |                      |

### Rebel d'Ottawa
| Saison | Division  | V-D  | Class. | Domicile | Extérieur | GF  | GA  | Séries éliminatoires |
| ------ | --------- | ---- | ------ | -------- | --------- | --- | --- | -------------------- |
| 2001   |           | 1-13 | 9e     | 0-7      | 1-6       | 144 | 220 | --                   |
| 2002   | Nord      | 4-12 | 4e     | 1-7      | 3-5       | 202 | 245 | --                   |
| 2003   | Nord      | 4-12 | 4e     | 3-5      | 1-7       | 174 | 215 | --                   |
| Total  | 3 saisons | 9-37 |        | 4-19     | 5-18      | 520 | 680 |                      |

### Rush d'Edmonton
| Saison      | Division | V-D  | Class. | Domicile | Extérieur | GF  | GA  | Séries éliminatoires |
| ----------- | -------- | ---- | ------ | -------- | --------- | --- | --- | -------------------- |
| 2006        | Ouest    | 1-15 | 6e     | 0-8      | 1-7       | 150 | 202 | --                   |
| Total       | 1 saison | 1-15 |        | 0-8      | 1-7       | 150 | 202 |                      |
| Totaux S.É. |          | 0-0  |        | 0-0      | 0-0       | 0   | 0   |                      |

Entraîneurs
- Paul Day

### Rush de la Saskatchewan
| Saison      | Division | V-D  | Class. | Domicile | Extérieur | GF  | GA  | Séries éliminatoires |
| ----------- | -------- | ---- | ------ | -------- | --------- | --- | --- | -------------------- |
| 2016        | Ouest    | 13–5 | 1er    | 7–2      | 6–3       | 233 | 190 | Champions            |
| Total       | 1 saison | 13–5 |        | 7–2      | 6–3       | 233 | 190 |                      |
| Totaux S.É. |          | 4-0  |        | 2–0      | 2–0       | 50  | 38  |                      |

## Entraîneurs
- Derek Keenan